# Rhypotoses lutea
Rhypotoses lutea är en fjärilsart som beskrevs av Holloway 1976. Rhypotoses lutea ingår i släktet Rhypotoses och familjen tofsspinnare. Inga underarter finns listade.